# Crasnîi Vinogradari, Stînga Nistrului
Crasnîi Vinogradari este satul de reședință al comunei cu același nume din partea centrală a raionului Dubăsari, Unitățile Administrativ-Teritoriale din Stînga Nistrului (Transnistria), Republica Moldova.

Primaria Crasnîi Vinogradari

## Istorie
În timpul domniei Ecaterinei II, împărăteasă a Rusiei, în a doua jumătate a sec. XVIII spațiul dintre Nistru și Bug a fost puternic colonizat de nemți. În anul 1927 un grup de coloniști (Rott, Eghe, Thin, Gherman) din coloniile Bergdorf (Colosovo), Glinstal (Glinoe), Leninstal (Carmanovo) au format primele așezări pe teritoriul satului.
Pe atunci satul nu avea denumire. Locuitorii acestei așezări au sădit primele livezi și primele plantații de viță-de-vie. În perioada formării colhozurilor și sovhozurilor aici mai vin și alți locuitori din Ucraina: Lujanschii Timofei, Cipac Ivan, Agatiev Macsim, Bajora Timofei, Pecerski Serghei ș.a.
În anul 1932 s-a format sovhozul №4 al trustului de vinuri din Tiraspol, iar în 1933 au fost mărite plantațiile de viță–de-vie cu așa soiuri ca: “Shasla”- 35 ha, hibrid “Zaibara-14” - 35 ha. În același an gospodăria primește denumirea de Crasnîi Vinogradari (în limba rusă Красный Виноградарь - Viticultorul (Vierul) Roșu). Pe teritoriul satului atunci erau așezate 3 case, construite de nemți, bordee de locuit, o fierărie și o poștă.
Din scrisoarea Elenei Isacovna Șapchina, care a lucrat în sovhozul Crasnîi Vinogradari în anii 1937-1948, în calitate de agronom, reiese că suprafața viilor era -70 ha, a livezilor -56 ha, a legumelor - 10 ha, era construit un cămin, o casă pentru opt familii. Apă nu era în sat și se aducea din satul vecin Lunga Nouă cu carele trase de boi. În sat mai era o fermă de cai, șopron pentru inventar agricol și un atelier. În anul 1939 au fost expediate 200 tone de struguri la Leningrad.
În 1941 chiar din primele zile ale celui de al II-a Război Mondial satul a fost ocupat de armata germană. Din sat populația negermană fiind izgonită în satele vecine: Alexandrovca Nouă, Lunga Nouă, Bosca. După al Doilea Război Mondial, o parte din nemți au plecat în Germania, o parte au rămas în sat (Schot, Bent Vladimir, Unkert Fedor).
În perioada de după război (1944-1955) s-a reconstruit și a reînceput cultivarea viței-de-vie (205 ha). S-a construit un nou cămin de 21 locuri, s-a construit căminul cu 2 etaje, magazin, punct medical, poșta, ospătărie, club. Se deschide o linie de prelucrare a strugurilor și a fructelor. Începe o nouă perioadă în dezvoltarea viței-de-vie și a pomiculturii. Creșterea acestor culturi era concentrată mai mult în partea de sud-est și centrală a Moldovei Sovetice. După anul 1956 o atenție deosebită se acordă diversificării soiurilor de viță de vie cu așa ca: Șasla Alba, Coarna Neagra, Jemciug, Saba, Feteasca, Muscat ș.a.
În anul 1960 se unește satul Alexandrovca Nouă cu Crasnîi Vinogradari, sovhozul dispunând acum de 406 ha, pe majoritatea lor fiind cultivată vița de vie. Strugurii de cea mai bună calitate erau expediați în multe orașe ale URSS. Venitul mare a gospodăriei (157% rentabilitate) dă posibilitate să se construiască o grădiniță de copii, cămin pentru 33 oameni, școală primară cu predarea în limba rusă. S-a început construcția caselor individuale după proiect finlandez (13 la număr), iar în anul 1966 s-a construi o stație de înmulțire a soiurilor europene de viță de vie.
În perioada anilor 1962-1969 satul este vizitat de numeroase delegații din Bulgaria, România și alte țări.
În iarna anilor 1972-1973 în urma unor înghețuri mari, îngheață 70% din vii și în anii următori sunt scoase. Gospodăria ia o nouă direcție – creșterea animalelor și creșterea culturilor furajere, grăunțoaselor, spicoaselor.
În 27 martie 1973 conform hotărârii Sovietului Miniștrilor a RMSS satele Crasnîi Vinogradari, Lunga Nouă și Alexandrovca Nouă au fost transmise în organizația „Jivprom”, iar în 1974 a primit denumirea de OPK „Rassvet”.
În 1 martie 1978 este deschis actualul Soviet Sătesc (Primărie). Primul președinte fiind Teslea Vladimir, prima secretară  Valiko Olga.
La 1 septembrie 1987 se deschide noua Școală Medie Incompletă, adunând copii din satele: Crasnîi Vinogradari, Alexandrovca Nouă, Afanasievca, Calinovca și Lunga Nouă.

## Populația
În satul Crasnîi Vinogradari locuiesc în mod preponderent etnicii moldovenii. Situația demografică a avut de suferit în timpul războiului din vara anului 1992. În prezent situația nu este mai îmbucurătoare, numărul populației este tot în scădere ca rezultat al situației social-economice din țară și al migrației populației în zonele urbane.
Conform recensământului din anul 2004, populația comunei era de 1.105 locuitori, dintre care 728 (65.88%) moldoveni (români), 273 (24.7%) ucraineni si 82 (7.42%) ruși.

## Învățământ, cultură
În Crasnîi Vinogradari este o grădiniță de copii cu potențial de 150 de locuri, precum și 2 școli moldo-ruse: una primară și una medie incompletă, care împreună pot primi cca. 200 elevi.
Pe teritoriul comunei activează 2 Case de Cultură precum și 2 Cluburi. În Crasnîi Vinogradari funcționează și o bibliotecă.

## Industria
Principala ramură a industriei comunei este Industria Agricolă (de altfel ca și a majorității satelor din Republică).
Principalele unități producătoare ale comunei sunt Asociația „Mirnîi” (fostul Colhoz Rassvet), care are 3500 ha suprafață arabilă și Întreprinderea de prelucrare a produselor agricole, produsele căreia sunt vândute și dincolo de granițele Republicii, în special Israel.

## Evenimente
La sfârșitul anului 2006 satul a fost terminată construcția conductei de gaz Dubăsari-Crasnîi Vinogradari.